# Цезій
Це́зій (хімічний знак — {\displaystyle {\ce {Cs}}}, лат. caesium — небесно-блакитний) — хімічний елемент з атомним номером 55, що належить до I групи, VI періоду періодичної системи елементів.

## Історія
Відкрили спектральним аналізом Г. Кірхгоф та Р. Бунзен в 1860 році у воді Дюркгаймерского мінерального джерела. Цезій став першим елементом, відкритим таким способом. У 1864 році Пізані виділив цезій з мінералу полуциту. Чистий цезій був отриманий за допомогою електролізу у 1882 році Карлом Сеттенбергом

## Походження назви
Названий від лат. Caesium — небесно-блакитний, оскільки відкритий завдяки яскраво-синім спектральним лініям.

## Загальна характеристика
Атомний номер 55; атомна маса 132,9054. Має один стабільний ізотоп 133Cs. Більшість сполук Cs іонні.
Проста речовина — цезій. М'який метал золотистого кольору з сріблястим блиском, належить до лужних металів. Густина 1,904. tплав 28,5 °С, tкип 678 °С. Хімічно дуже активний, вибухає від контакту з водою, енергійно реагує з галогенами, сіркою та ін. речовинами. Цезій — типовий рідкісний і розсіяний елемент.

## Поширення
Середній вміст у земній корі 3,7•10−4 мас.%. Цезій геохімічно тісно пов'язаний з гранітним розплавом; концентрується в рідкіснометалічних пегматитах разом з Li, Be, Та і Nb. Відомо декілька власних мінералів цезію, з них полуцит і авогадрит мають промислове значення. Виділяється також берил цезіїстий (вороб'євіт, Be2CsAl2(Si6O18)).

## Ізотопи
Весь природній цезій складається з одного ізотопу, 133Cs.
Загалом відомо 57 ізотопів цезію з масовими числами від 112 до 151, 17 з яких — метастабільні.
З нестабільних ізотопів, найбільші періоди напіврозпаду мають 135Cs (2,3 млн років) і 134Cs (2 роки).

## Отримання
Промислово цезій отримується у вигляді сполук, що утворюються при обробці мінералу полуциту хлоридною чи сульфатною кислотами. Перший процес містить такі етапи: обробка вихідного мінералу підігрітою соляною кислотою, додавання хлориду стибію SbCl3 для осадження сполуки Cs3[Sb2Cl9] і промивання гарячою водою або розчином амоніаку з утворенням хлориду цезію CsCl. При другому — мінерал обробляється підігрітою сірчаною кислотою з утворенням алюмоцезіевих галунів CsAl(SO4)2·12H2O.
Існує кілька лабораторних методів отримання цезію. Він може бути отриманий:
- нагріванням у вакуумі суміші хромату або дихромату цезію з цирконієм;

{\displaystyle \mathrm {Cs_{2}Cr_{2}O_{7}+2\ Zr\longrightarrow 2\ Cs+2\ ZrO_{2}+Cr_{2}O_{3}} }
- розкладанням азиду цезію в вакуумі;
- нагріванням суміші хлориду цезію та спеціально підготовленого кальцію. При цьому леткий цезій осідає на холодні частині реакційної установки:

{\displaystyle \mathrm {2\ CsCl+Ca\longrightarrow 2\ Cs\uparrow +CaCl_{2}} }
Усі методи є трудомісткими. Другий дозволяє отримати високочистий метал, проте є вибухонебезпечним і вимагає на реалізацію декілька діб.

## Застосування
Застосовують при виготовленні фотокатодів. Завдяки винятковим властивостям цезію — найбільшому розміру катіонів (0,165 нм), найменшому потенціалу іонізації (3,89 eV) і низькій роботі виходу електрона (1,87 eV) при опроміненні його сонячними променями, а також нагріванні він стає джерелом потоку електронів, на чому засноване виробництво емісійних фотоелементів, фотоелектронних помножувачів, електронно-оптичних перетворювачів, сонячних батарей. Великі перспективи відкриває використання його як робочого тіла в іонних ракетних двигунах для космічних польотів, а також для підвищення ефективності роботи плазмових генераторів, тобто безпосереднього перетворення теплової енергії в електричну, що здійснюється в магнітогідродинамічних (МГД) генераторах і термоелектронних перетворювачах (ТЕП). Все це обумовило швидке зростання його виробництва — з декількох десятків кілограмів до перших десятків тонн. Цезій застосовують також у виробництві газових лазерів.
Кристали йодиду цезію широко використовують як сцинтилятори у фізичних дослідженнях та медичній техніці.
Також, завдяки ширшому, ніж у броміду калію, діапазону пропускання оптичного випромінювання (від 0,3 до 50 мкм), кристали йодиду цезію використовують в інфрачервоній оптиці.

### Металургія
Застосовувався для підвищення жаростійкості магнію та алюмінію, так наприклад при додаванні 0,3–0,4% цезію до магнію він в 3 рази підвищує його міцність на розрив та різко покращує його корозійну стійкість, але через високу ціну та наявність інших більш дешевих металів для легування він не використовується для цих цілей.

### Виробництво електродів
Особливе місце та велике застосування металевого цезію в останні роки є у використанні його як добавки до вольфраму для виробництва електродів потужних освітлювальних дугових ламп та електродів, що застосовують для зварювання алюмінію, магнію, титану, нержавіючої сталі та цілого ряду активних сплавів у середовищі аргону, гелію та водню. Застосування цієї добавки (0,1–0,35%) в значній мірі полегшує запалювання та горіння дуги при низькій напрузі.

### Радіонукліди
Через викид радіонуклідів цезію Чорнобильській катастрофі було розроблено моделі оцінки впливу цього елементу в період вагітності та елімінації його з організму.
Цезій-137 (137Cs) — штучний радіоактивний ізотоп цезію. Випромінювання, що ним створюється, використовується для потреб радіотерапії.
Японські установи AIST (Agency of Industrial Science and Technology) розробила метод для видалення радіоактивного цезію з ґрунту і води у 2011 році. Він використовує пігмент берлінська лазур.
Цезій-134 має період напіврозпаду 2,06 року. Його виробляють шляхом реакції у ядерних реакторах, але не через розщеплення ядерного ядра.

## Біологічна роль
Цезій відносять до маловивчених мікроелементів. Він знаходиться в навколишньому середовищі і надходить в організм різними шляхами, в основному через їжу.